# 리프트브레이커
리프트브레이커(The Riftbreaker)는 폴란드의 EXOR 스튜디오에서 개발하고 배급한 액션 및 실시간 전략 게임 비디오 게임이다. 2021년 10월 14일에 마이크로소프트 윈도우, 플레이스테이션 5, Xbox Series X/S로 출시되었다.
플레이어는 미스터 릭스라는 기계를 조종하는 애슐리라는 인간을 조종한다. 게임 플레이는 인류를 위한 새로운 보금자리를 확보하기 위해 플레이어가 멀리 떨어진 행성에 벽, 에너지원, 자원 채굴, 방어 포탑 등 다양한 구조물을 포함한 기지를 건설하는 것으로 구성된다. 동시에 플레이어는 연구를 통해 제작된 무기를 사용하여 기지 구조물을 공격하는 적 생물과 전투를 벌여야 한다.
이 게임은 기지 건설 전략과 격렬한 액션 조우의 조합으로 비평가들로부터 긍정적인 평가를 받았다.

## 게임플레이
플레이어는 갈라테아 37 행성을 탐험하여 중요한 기지 건물을 건설할 수 있게 하는 자원을 찾아야 한다. 이 구조물들은 연구, 에너지, 탄약과 같은 필수적인 기능을 제공한다. 연구는 플레이어가 다음에 연구할 내용을 지정할 수 있는 기술 트리에 의해 안내된다. 다양한 연구 트리는 플레이어가 장착할 수 있는 새롭고 더 나은 무기 또는 플라즈마 또는 포병 포탑과 같은 더 나은 기지 구조물을 잠금 해제한다. 결국 플레이어는 우라늄 및 티타늄과 같은 희귀 광물을 채굴하기 위해 행성의 다른 위치로 워프해야 한다.
간혹 플레이어는 지역 동물군에 의한 임박한 공격에 대한 경고를 받는다. 짧은 시간 후, 생물들의 파도가 기지를 공격하며, 게임이 진행될수록 공격은 더욱 어려워진다. 플레이어가 포털을 건설했다면, 사망 시 그곳에서 부활하며 사망한 위치에 무기를 떨어뜨린다. 하지만 하드코어 모드에서는 플레이어가 사망하면 게임 오버가 된다.
협동 멀티플레이어 모드는 2024년에 게임에 도입될 예정이다.

## 평가
메타크리틱 평가 집계에 따르면, 리프트브레이커는 "대체적으로 호의적인" 평가를 받았다. IGN의 트래비스 노스업은 이 게임에 10점 만점에 8점을 주며 "강력한 도전과 중독성 있는 RPG 루프를 제공하는 실시간 전략과 탄막 전투의 환상적인 조합"이라고 평했다. PC Games의 레너드 핑크는 100점 만점에 90점을 주며 이 게임을 "압도적인 전투와 환상적인 그래픽을 갖춘 매우 잘 만들어진 장르 믹스"라고 평가했다. 게임스타의 라이너 하우저는 이 게임에 100점 만점에 83점을 주며 "빠른 액션과 클래식한 기지 건설을 모두 좋아하는" 사람들에게 추천했다.